# Cecilie Leganger
Cecilie Leganger (Bergen, 12 de março de 1975) é uma ex-handebolista profissional da Noruega, campeã mundial e europeia e medalhista olímpica. Eleita melhor do mundo pela IHF em 2001

## Clubes
- –1996:  Fyllingen Bergen
- 1997–2001:  Bækkelaget Oslo
- 2001–2003:  Tertnes Bergen
- 2003–2004:  Rokometni Klub Krim
- 2004–2008:  Slagelse DT
- 2008–2010:  FCK Handbold
- 2010–atual:  Larvik HK

## Conquistas

### Individuais
- Melhor jogadora de handebol do mundo pela Federação Internacional de Handebol (IHF) - 2001;[2]
- "Melhor goleira" - Campeonato Mundial de 1993, 1995, 1999 e 2001;
- "Melhor goleira" - Campeonato Europeu de 1994 e 1998;
- "Jogadora Mais Valiosa" (MVP) - Campeonato Mundial de 1993;
- "Goleira do ano" - Liga Norueguesa de 2001 e 2002;
- "Goleira do ano" - Liga Dinamarquesa de 2005, 2006, 2007, 2008 e 2009;[3]
- "Jogadora do ano" - Liga Dinamarquesa de 2007 (Selecionada por um comitee de jogadores).[4]

### Por clubes
- Tricampeã da Liga dos Campeões da Europa - 2004/05, 2006/07 e 2010/11;
- Bicampeã Copa dos Campeões - 1998 e 1999;
- Campeã Norueguesa - 1999;
- Bicampeã Copa da Noruega - 1999 e 2001;
- Campeã Dinamarquesa - 2005;
- Campeã Copa da Dinamarca - 2006;
- Campeã Eslovena - 2004;
- Campeã Copa da Eslovênia - 2004.

### Pela Seleção Norueguesa
- 1993 - Medalha de bronze no Campeonato Mundial;
- 1994 - Medalha de bronze no Campeonato Europeu;
- 1998 - Medalha de ouro no Campeonato Europeu;
- 1999 - Medalha de ouro no Campeonato Mundial;
- 2000 - Medalha de bronze nos Jogos Olímpicos de Sydney;
- 2001 - Medalha de prata no Campeonato Mundial.